# Имст
Имст (нем. Imst) — окружной центр в Австрии, в федеральной земле Тироль.
Входит в состав округа Имст. Площадь общины составляет 113,39 км², население — 10 882 человека (1 января 2021), плотность населения — 95 чел./км². Официальный код — 7 02 03.

## Население
| Год  | Численность |
| ---- | ----------- |
| 1869 | 2236        |
| 1889 | 2413        |
| 1890 | 2396        |
| 1900 | 2570        |
| 1910 | 2496        |
| 1923 | 2541        |
| 1934 | 2912        |
| 1939 | 3290        |
| 1951 | 3983        |
| 1961 | 5074        |
| 1971 | 5888        |
| 1981 | 6677        |
| 1991 | 7509        |
| 2001 | 8689        |
| 2011 | 9506        |
| 2021 | 10882       |

## Политическая ситуация
Бургомистр коммуны — Штефан Вейратер (Alle für Imst mit Stefan Weirather).

## Известные уроженцы
- Юнг, Юлиус (1851—1910) — историк.
- Клоц, Герман (1850 — 1932) — австрийский скульптор.